# Ermionida
Die griechische Gemeinde Ermionida (griechisch Ερμιονίδα [ɛrmjɔˈniða] (f. sg.), Katharevousa Ερμιονίς Ermionis) wurde zum 1. Januar 2011 aus dem Zusammenschluss der zuvor bestehenden Gemeinden Ermioni und Kranidi gebildet. Ihr Gebiet entspricht der bis 1997 bestehenden Provinz Ermioni-Kranidi, deren acht Gemeinden mit der Umsetzung des Kapodistrias-Programms 1999 in zwei Gemeinden fusioniert wurden. Der Name ist abgeleitet von altgriechisch Ἑρμιονίς Hermionis, womit das Gebiet um die antike Stadt Hermionē bezeichnet wurde.

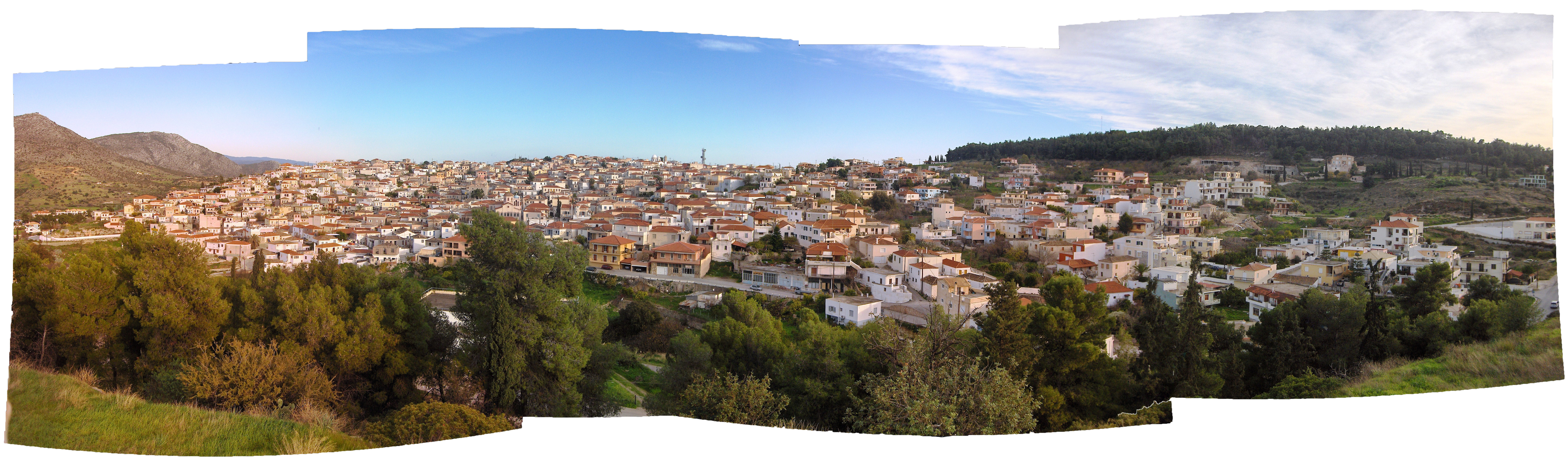
Kranidi

## Geografie
Ermionida umfasst den südlichen Teil der Argolischen Halbinsel. Im Nordwesten trennt der Berg Didymo ihr Gebiet von dem der Gemeinde Nafplio; ein bis knapp über 600 Meter ansteigender Bergrücken zieht sich bis in die Südostspitze der Halbinsel und trennt Erminoida von der Gemeinde Trizinia-Methana, die zur Region Attika gehört. Zwei kleine Abschnitte der Gemeindegrenze verbinden Ermionida östlich mit der Gemeinde Poros. Den Süden des Gemeindegebiets nimmt die Halbinsel Kranidi ein, deren stark gegliederte Küste zu den touristischen Zielen der Peloponnes Griechenlands zählt. Die der Gemeinde südlich vorgelagerten größeren Inseln Spetses, Dokos und Hydra gehören ebenfalls zu Attika.

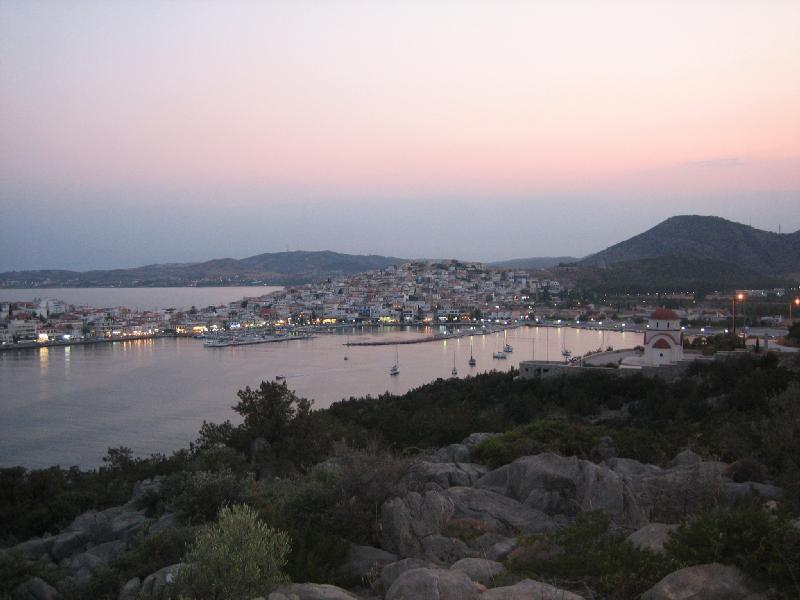
Ermioni
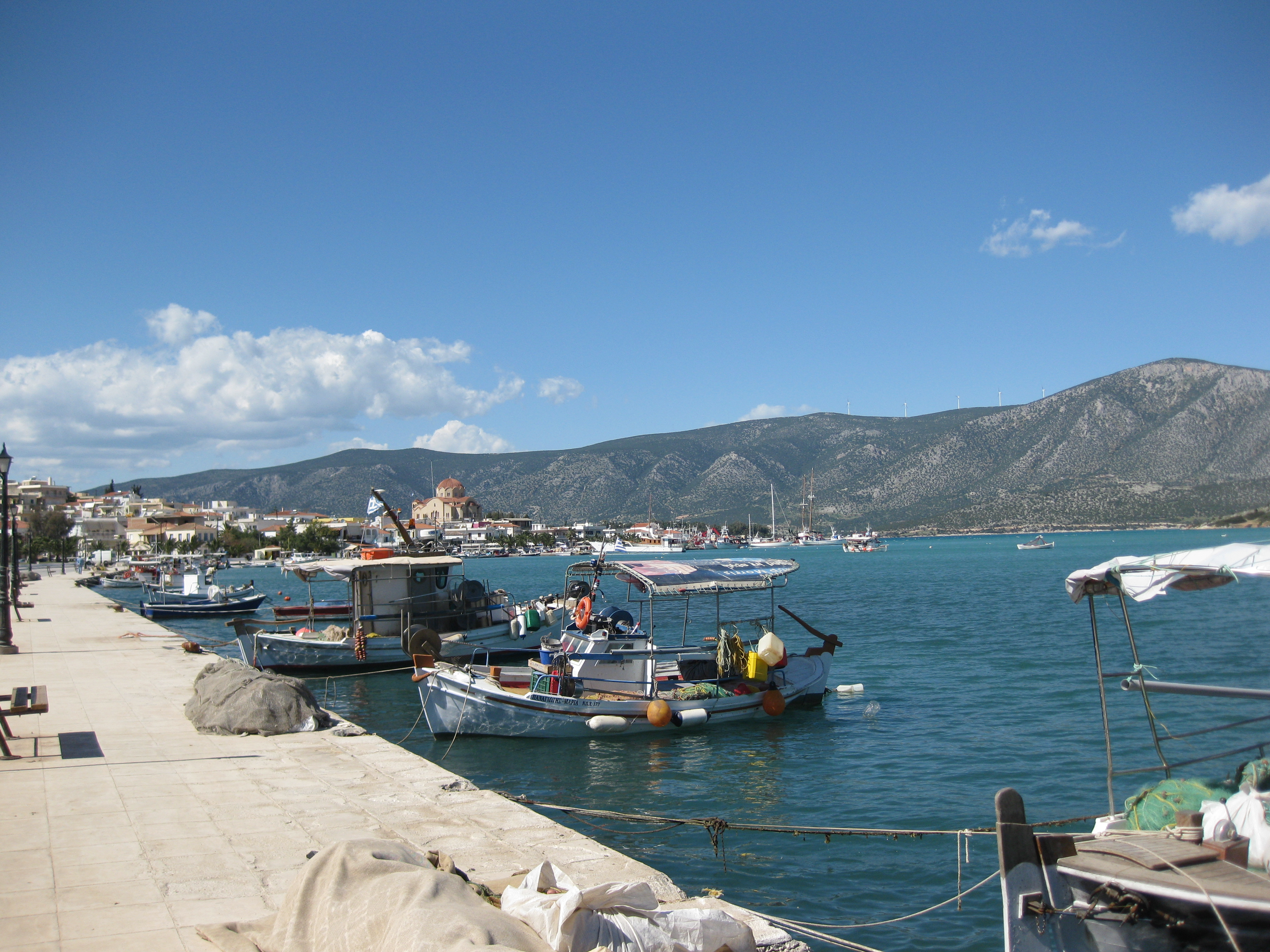
Kilada
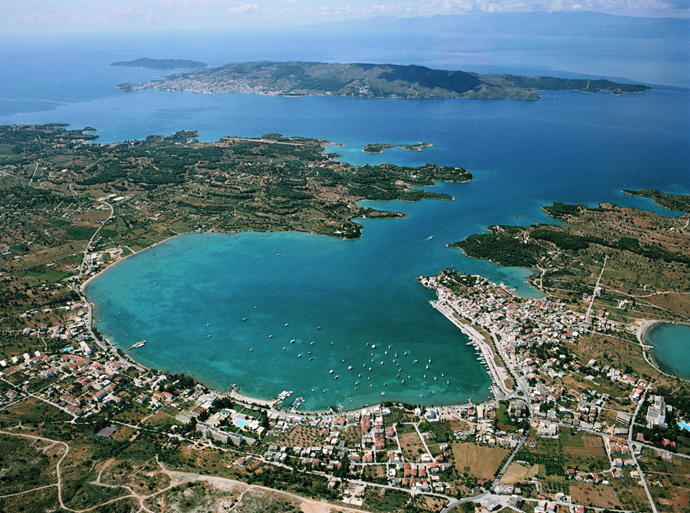
Porto Heli

## Gemeindegliederung
Die bis 1997 bestehenden Gemeinden haben seit 2011 des Status von Stadtbezirken (Einzahl griechisch δημοτική κοινότητα dimotiki kinotita) bzw. Ortsgemeinschaften (τοπική κοινότητα topiki kinotita) und wählen eigene Lokalvertretungen. Die Einwohnerzahlen stammen aus dem Ergebnis der Volkszählung 2011.
- Gemeindebezirk Ermioni – Δημοτική Ενότητα Ερμιόνης – 4.099
  - Stadtbezirk Ermioni – Δημοτική Κοινότητα Ερμιόνης – 3.062
    - Agii Anargyri – Άγιοι Ανάργυροι – 193
    - Achladitsa – Αχλαδίτσα – 135
    - Ermioni – Ερμιόνη – 2.505
    - Kouverta – Κουβέρτα – 81
    - Petrothalassa Ermionis – Πετροθάλασσα Ερμιόνης – 148

  - Ortsgemeinschaft Iliokastro – Τοπική Κοινότητα Ηλιοκάστρου – 558
    - Iliokastro – Ηλιόκαστρο – 550
    - Triandafylli – Τριανταφύλλι – 8

  - Ortsgemeinschaft Thermisia – Τοπική Κοινότητα Θερμησίας – 479
    - Agia Ekaterini – Αγία Αικατερίνη – 15
    - Akti Ydras – Ακτή Ύδρας – 7
    - Metochi – Μετόχι – 36
    - Pigadia – Πηγάδια – 52
    - Plepi – Πλέπι – 18
    - Solinari – Σωληνάρι – 20
    - Thermisia – Θερμησία – 331
- Gemeindebezirk Kranidi – Δημοτική Ενότητα Κρανιδίου – 9.452
  - Stadtbezirk Kranidi – Δημοτική Κοινότητα Κρανιδίου – 4.441
    - Agios Nikolaos – Άγιος Νικόλαος – 8
    - Avlona – Αυλώνα – 80
    - Diskouria – Δισκούρια – 26
    - Doryfi – Δορούφι – 2
    - Kambos – Κάμπος – 41
    - Kounoupi – Κουνούπι – 87
    - Kranidi – Κρανίδι – 4.006
    - Lakkes – Λάκκες – 14
    - Petrothalassa (Flamboura) – Πετροθάλασσα (Φλάμπουρα) – 177
    - Thyni – Θυνί – unbewohnt

  - Stadtbezirk Porto Cheli (Portocheli) – Δημοτική Κοινότητα Πορτοχελίου – 2.133
    - Agios Emilianos – Άγιος Αιμιλιανός – 42
    - Chinitsa – Χινίτσα – 71
    - Chinitsa (Insel) – Χηνίτσα – 2
    - Kosta – Κόστα – 71
    - Porto Heli (Portocheli) – Πορτοχέλιον – 1.817
    - Ververouda – Βερβερούδα – 130

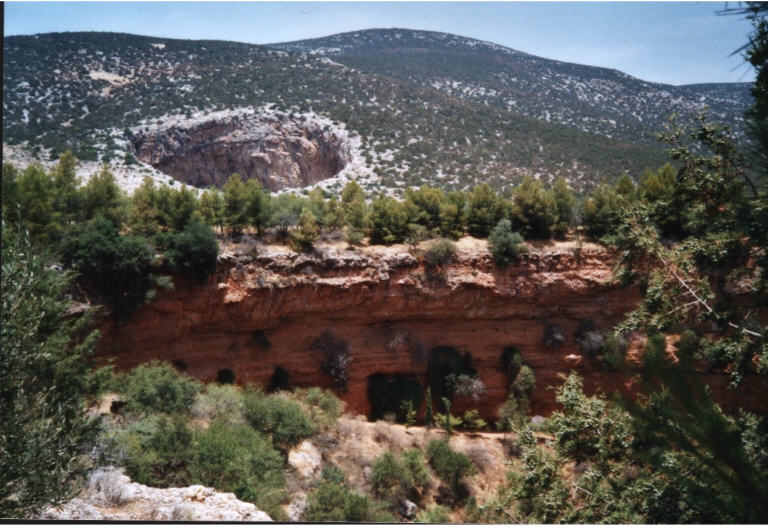
Einsturzdolinen beim Dorf Didyma

  - Einsturzdolinen beim Dorf DidymaOrtsgemeinschaft Didyma – Τοπική Κοινότητα Διδύμων – 1.320
    - Agioa Ioannis – Άγιος Ιωάννης – 10
    - Didyma – Δίδυμα – 1.047
    - Loukaiti – Λουκαΐτι – 196
    - Pelei – Πελεή – 9
    - Rado – Ράδο – 57
    - Salandi – Σαλάντι – 1

  - Ortsgemeinschaft Kilada – Τοπική Κοινότητα Κοιλάδος – 1.249
    - Doroufi – Δορούφι – 28
    - Kambos – Κάμπος – 56
    - Kilada – Κοιλάδα – 1.165
    - Koronida – Κορωνίδα – unbewohnte Insel

  - Ortsgemeinschaft Fourni – Τοπική Κοινότητα Φούρνων – 309
    - Fourni – Φούρνοι – 301
    - Paralia Fournon – Παραλία Φούρνων – 8

## Verkehr

### Flugplatz Porto Cheli
Der Flugplatz Porto Cheli ( IATA: PKH, ICAO: LGHL) ist ein privater Flugplatz in der Nähe von Porto Cheli und ist seit 2008 nicht mehr in Betrieb. Die befestigte Start- und Landebahn hat eine Länge von 678 Meter. Der Flugplatz liegt auf einer Höhe von 21 m (70 ft) über dem Meeresspiegel.